# Prinsenhof (Brugge)

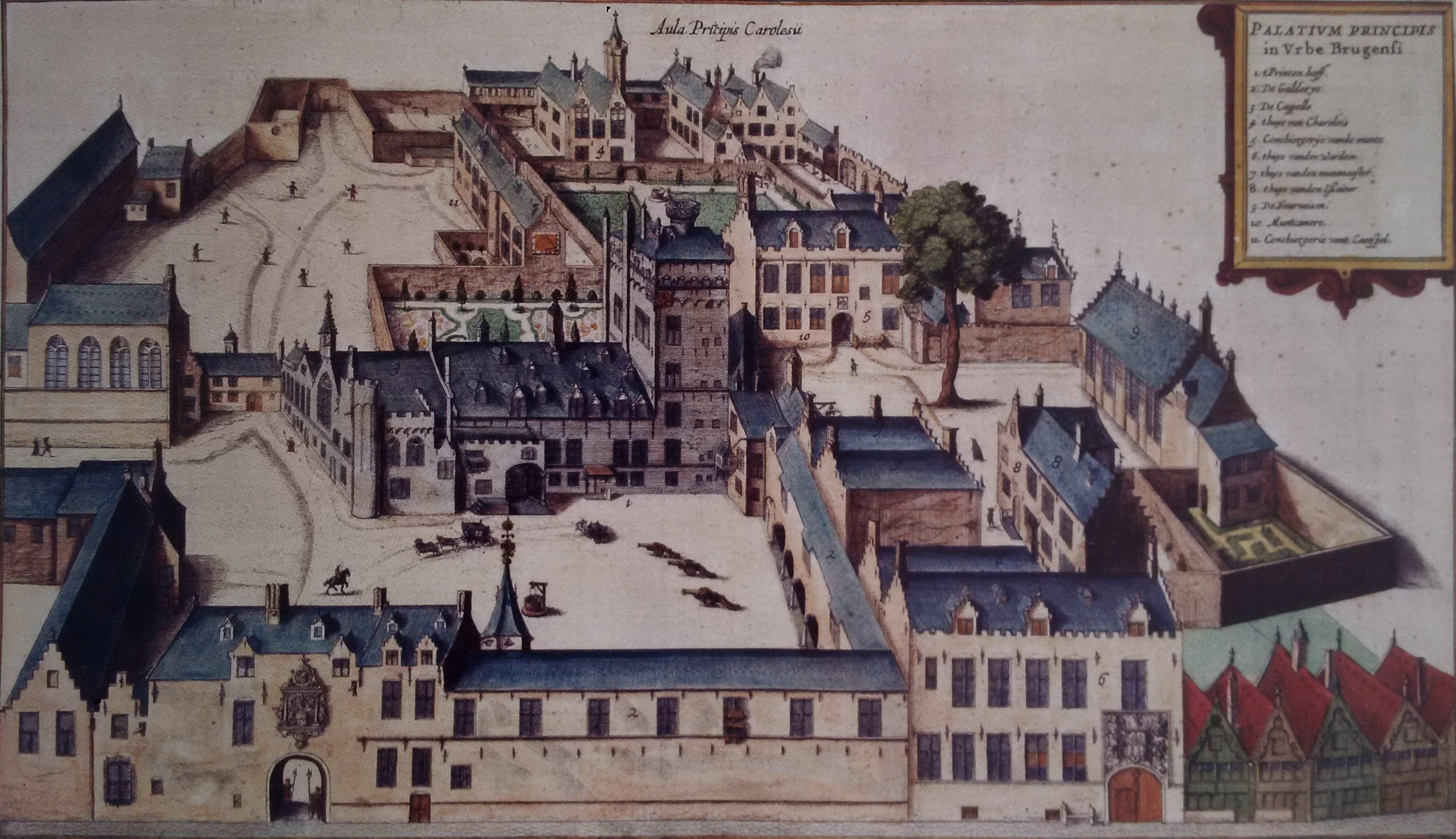
Het Prinsenhof in de periode 1384-1477.

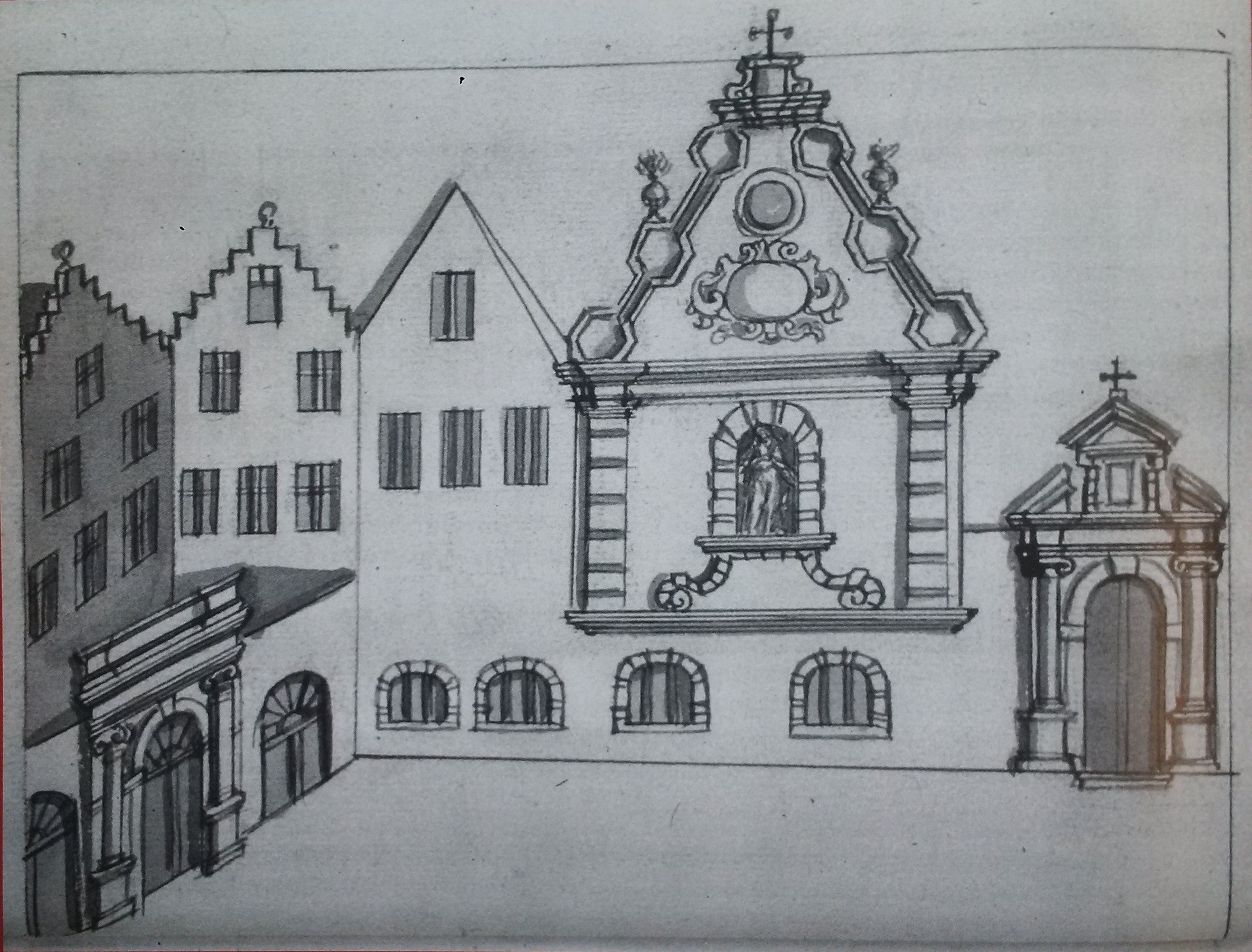
Klooster van de Engelse Zusters en woonst Marc Arrazola de Oñate

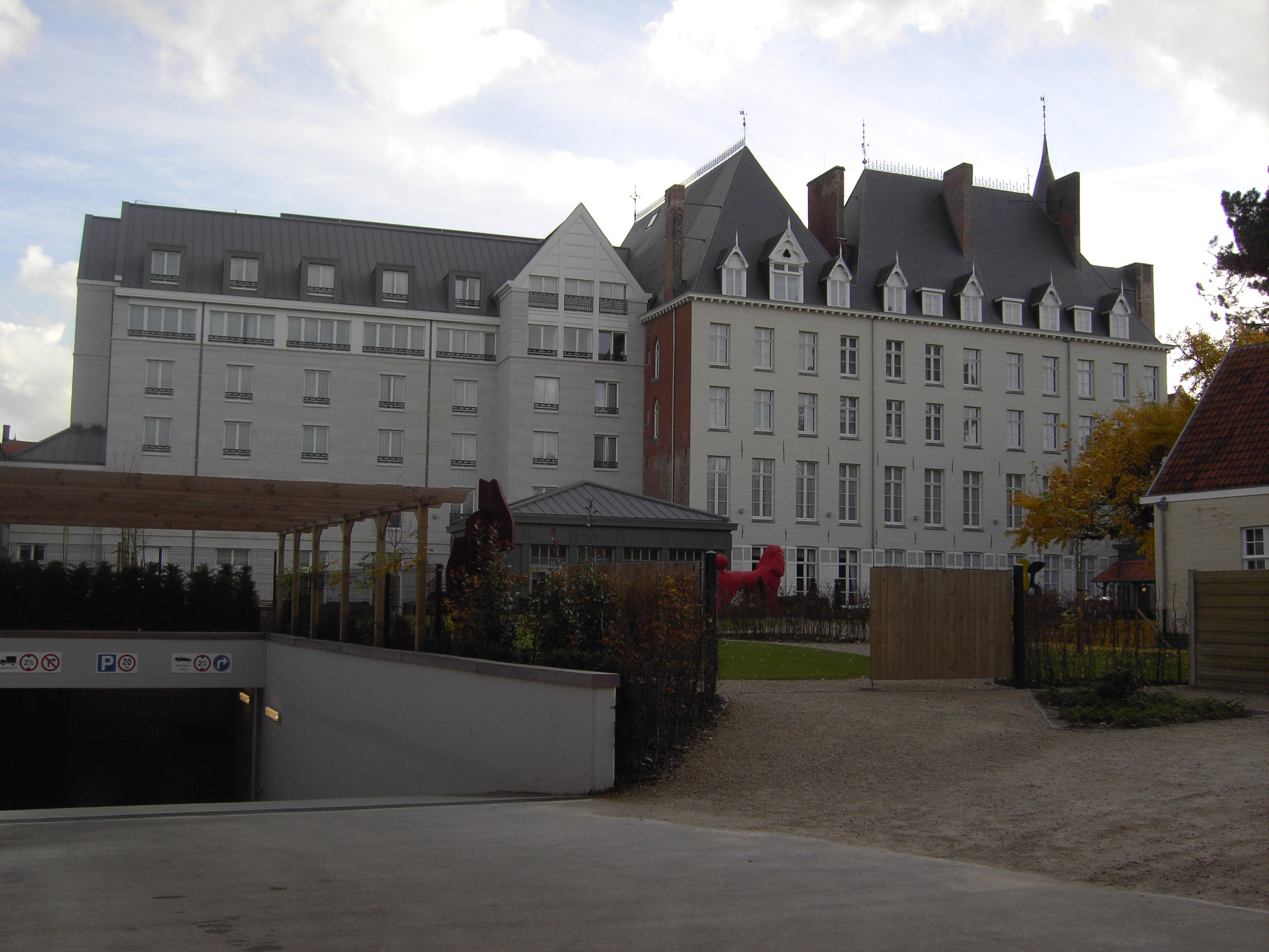
Het Prinsenhof gezien vanuit de Moerstraat. Linkervleugel is nieuwbouw uit het begin van de 21e eeuw.

Het Prinsenhof in de Belgische stad Brugge, is een straat en een gebouw dat herinnert aan het vroegere Prinsenhof van de hertogen van Bourgondië.

## Beschrijving
Het domein is gelegen tussen de Noordzandstraat/Geldmuntstraat, de Moerstraat, de Ontvangersstraat en de Geerwijnstraat. Het was oorspronkelijk de residentie van de graven van Vlaanderen en later van de Bourgondische hertogen.
Aanvankelijk woonden de graven van Vlaanderen op de Burg in de Love. Aan het begin van de 14e eeuw kwam de grafelijke residentie aan de Noordzandstraat. Het Prinsenhof wordt voor het eerst vermeld in een bron uit 1396, wanneer de residentie vernieuwd werd door Filips de Stoute. In de 15e eeuw was het Prinsenhof in Brugge een van de belangrijkste residenties van de Bourgondische hertogen. Na verscheidene uitbreidingen, de meeste in opdracht van Isabella van Portugal  bestond het gebouwencomplex uit een grote zaal met representatieve ruimtes, appartementen voor de hertog en hertogin, verblijven voor hovelingen, ambtenaren en gasten, een kapel, een badhuis, een kaatsbaan, een boomgaard en verschillende tuinen. Vooral Filips de Goede en zijn kleindochter Maria van Bourgondië verbleven er en zijn er ook overleden. In 1430 werd hier de Orde van het Gulden Vlies gesticht.
In 1468 vonden hier de feestelijkheden rond het huwelijk van Karel de Stoute en Margareta van York plaats. Na het overlijden van Maria van Bourgondië in 1482 raakte het Prinsenhof grotendeels in onbruik als vorstelijke residentie. Het werd nog regelmatig gebruikt als hotel en conferentieplaats voor internationale bijeenkomsten. Erasmus, Thomas More, en andere geleerden en diplomaten logeerden er.
In 1576 werd een aanzienlijk deel van het domein verkocht en verkaveld. In 1631 werd wat er nog van restte, eveneens verkocht. De panden langs de Noordzandstraat werden afgebroken in 1662-63.
Onderdelen van het Prinsenhof zoals het Munthuis en het Hôtel de Charolais (residentie van de graaf van Charolais, de jonge hertog Karel de Stoute) kenden een eigen, aparte ontwikkeling.

## Andere functies
Vanaf 1662 werden de overblijvende gebouwen van het Prinsenhof betrokken door kloosterorden. Eerst verbleven er de Engelse Franciscanessen-tertiarissen, die hun convent in Nieuwpoort hadden verlaten. Ze vonden er als beschermheer Marc Arrazola de Oñate die de werken bekostigde. In 1664 waren de verbouwingswerken tot kloostergebouw en kerk voltooid. Om in hun levensonderhoud te voorzien, werden aan de kant van de Noordzandsstraat schoolklassen gebouwd om er een kostschool in onder te brengen voor Engelse meisjes. Ze bleven er tot 1794 en namen toen overhaast de vlucht voor de Franse Revolutie.
Gedurende enkele decennia was het gebouw de stadswoning van de familie Van Caloen de Basseghem. Vanaf 1888, na grondige verbouwing en toevoeging van twee nieuwe vleugels in neogotische stijl, nam de kloostercongregatie van de Dames de la Retraite du Sacré-Coeur uit het Franse Boulogne er haar intrek. Na een brand in 1913 volgde een nieuwe verbouwing.
Het U-vormige hoofdgebouw werd in 1983 op de monumentenlijst geplaatst. In 1989 werd het klooster verkocht en kwam het in particulier bezit. In 2002 werd het aan een verzekeringsmaatschappij verkocht en na een grondige verbouwing en toevoeging van een nieuwe vleugel kwam het vijfsterrenhotel Kempinsky er zich vestigen, na enkele jaren opgevolgd door het vijfsterren Dukes' Palace. Bij deze gelegenheid werden opgravingen verricht (2007), waarvan het resultaat te boek werd gesteld.

## Straat en plein
Vanaf de Noordzandstraat begint de straat die Prinsenhof heet en een klein plein wordt dat uitmondt op de Ontvangersstraat.